# Visby stifts riksdagsmän i prästeståndet
Följande personer företrädde Visby stift i prästeståndet vid Sveriges ståndsriksdag. Listan är komplett för ståndsriksdagarna 1809–1866 men inkluderar inte tidigare riksdagar.
Enligt 1810 års riksdagsordning var biskopen i varje stift självskriven ledamot i prästeståndet. Visby stift skulle bland sina kyrkoherdar utse två ledamöter, och komministrarna i stiftet hade möjlighet att inom sig utse ytterligare en ledamot.

### Riksdagen 1809–1810
- Biskop Nils Gardell
- Olof Johansson Fåhræus

### Urtima riksdagen 1810
- Biskop Nils Gardell (frånvarande)
- Johan Hoffman
- Johan Filip Laurin

### Urtima riksdagen 1812
- Biskop Nils Gardell (frånvarande)
- Olof Johansson Fåhræus
- Mattias Klintberg

### Urtima riksdagen 1815
- Biskop Carl Johan Eberstein
- Olof Johansson Fåhræus (intog sin plats 29/3 1815)[3]
- Gustaf Lutteman (intog sin plats 29/3 1815)[4]

### Urtima riksdagen 1817–1818
- Biskop Carl Johan Eberstein
- Gustaf Israelsson Kolmodin
- Per Säve

### Riksdagen 1823
- Biskop Carl Johan Eberstein (frånvarande)
- Georg Herlitz
- Nils Johansson Herlitz

### Riksdagen 1828–1830
- Biskop Carl Johan Eberstein (frånvarande)
- Jakob Dedekind
- Henrik Lyth

### Urtima riksdagen 1834–1835
- Biskop Carl Johan Eberstein (frånvarande)
- Johan Enequist (till 20/3 1834)[5]
  - Olof Bolander (från 24/4 1834)
- Henrik Lyth (till 29/1 1835)[6]
  - Per Widmark (från 30/3 1835)

### Riksdagen 1840–1841
- Biskop Christopher Isac Heurlin
- Johan Gahne
- Henrik Lyth

### Urtima riksdagen 1844–1845
- Biskop Carl Erik Hallström
- Johan Gahne
- Henrik Lyth

### Riksdagen 1847–1848
- Biskop Carl Erik Hallström
- Mattias Klintberg
- Henrik Lyth

### Riksdagen 1850–1851
- Biskop Carl Erik Hallström
- Mattias Klintberg
- Daniel Söderberg

### Riksdagen 1853–1854
- Biskop Carl Erik Hallström
- Johan Gahne
- Daniel Söderberg

### Riksdagen 1856–1858
- Biskop Carl Erik Hallström (frånvarande)
- Johan Gahne
- Daniel Söderberg

### Riksdagen 1859–1860
- Biskop Lars Anton Anjou
- Karl Bergvall
- Daniel Söderberg

### Riksdagen 1862–1863
- Biskop Lars Anton Anjou
- Karl Bergvall
- Daniel Söderberg

### Riksdagen 1865–1866
- Biskop Lars Anton Anjou
- Karl Bergvall
- Daniel Söderberg